# Yvelines
Yvelines (oznaka 78) je francoski departma v regiji Île-de-France.

## Zgodovina
Departma je bil ustanovljen 1. januarja 1968 iz zahodnega dela nekdanjega departmaja Seine-et-Oise.
Z odlokom sta se 21. novembra 1969 v departma priključili občini Châteaufort in Toussus-le-Noble, ki sta se pred tem nahajali v departmaju Essonne.

## Geografija
Yvelines leži v zahodnem delu regije Île-de-France. Na severu meji na departma Val-d'Oise, na vzhodu na Hauts-de-Seine, na jugovzhodu na Essonne, na jugozahodu na departma regije Centre-Val de Loire, na zahodu pa na Eure (regija Normandija).
Vzhod departmaja ter del vzdolž reke Sene pripada pariškemu zahodnemu predmestju, medtem ko je ostali del pretežno podeželski s prostranimi gozdovi (Rambouillet).